# Madadayo
Pour plus de détails, voir Fiche technique et Distribution.
Madadayo (まあだだよ, Mādadayo) est un film japonais réalisé par Akira Kurosawa, sorti en 1993.
Il s'agit du dernier film réalisé par Kurosawa, un accident en 1995 l'empêchant d'assumer lui-même la réalisation de ses derniers scénarios.

## Synopsis
Les élèves d'un vieux professeur organisent chaque année un repas en son honneur ; celui-ci donne lieu à un rituel immuable : mimant les enfants qui jouent à cache-cache, les élèves demandent « maadakai », (« êtes-vous prêt ? »), sous-entendu « à nous quitter », et le professeur répond « madadayo » (« pas encore ») ; cette cérémonie traverse les années, la guerre.

## Fiche technique
- Titre : Madadayo
- Titre original : まあだだよ (Mādadayo?)[1]
- Réalisation : Akira Kurosawa
- Assistants réalisateurs : Takashi Koizumi, Ishirō Honda
- Scénario : Akira Kurosawa, d'après les travaux littéraires de Hyakken Uchida
- Décors : Yoshirō Muraki
- Éclairages : Takeji Sano (ja)
- Musique : Shin'ichirō Ikebe
- Photographie : Takao Saitō et Masaharu Ueda
- Pays d'origine :  Japon
- Langue originale : japonais
- Sociétés de production : Daiei Motion Picture, Dentsu, Kurosawa productions, Tokuma Shoten Publishing Co
- Format : couleur (Eastmancolor) - 1,85:1 - 35 mm - son mono
- Budget : 6 000 000 de dollars
- Genre : drame
- Durée : 134 minutes[2] (métrage : 3 680 m[2])
- Dates de sortie :
  - Japon : 13 avril 1993[2]
  - France : 8 novembre 1995[3]

## Distribution
- Tatsuo Matsumura : le professeur Uchida
- Kyōko Kagawa : son épouse
- Hisashi Igawa : Takayama, étudiant
- Jōji Tokoro (ja) : Amaki, étudiant
- Masayuki Yui : Kiriyama, étudiant
- Akira Terao : Sawamura
- Noriko Honma : la dame âgée tenant un chat

## Production
Le tournage du film commence fin février 1992 à Gotenba, près de Tokyo, où Akira Kurosawa possède une maison.

## Distinctions
Sauf indication contraire, les informations mentionnées dans cette section peuvent être confirmées par la base de données cinématographiques IMDb,  présente dans la section « Liens externes ».

### Récompenses
- 1994 : prix du meilleur second rôle féminin pour Kyōko Kagawa, de la meilleure photographie pour Takao Saitō et Masaharu Ueda, de la meilleure lumière pour Takeji Sano (ja) et des meilleurs décors pour Yoshirō Muraki aux Japan Academy Prize[5]
- 1994 : prix Blue Ribbon du meilleur acteur dans un second rôle pour Jōji Tokoro (ja) et de la meilleure actrice dans un second rôle pour Kyōko Kagawa[6]

### Nominations
- 1994 : prix du meilleur acteur pour Tatsuo Matsumura, du meilleur acteur dans un second rôle pour Jōji Tokoro (ja) et de la meilleure musique pour Shin'ichirō Ikebe aux Japan Academy Prize[5]